# Haplosplanchnata
Haplosplanchnataa zijn een onderorde van parasitaire platwormen (Platyhelminthes). 

## Taxonomie
De volgende taxa zijn bij de onderorde ingedeeld:
- Superfamilie Haplosplanchnoidea Poche, 1926
  - Familie Haplosplanchnidae Poche, 1926